# Deistersandstein

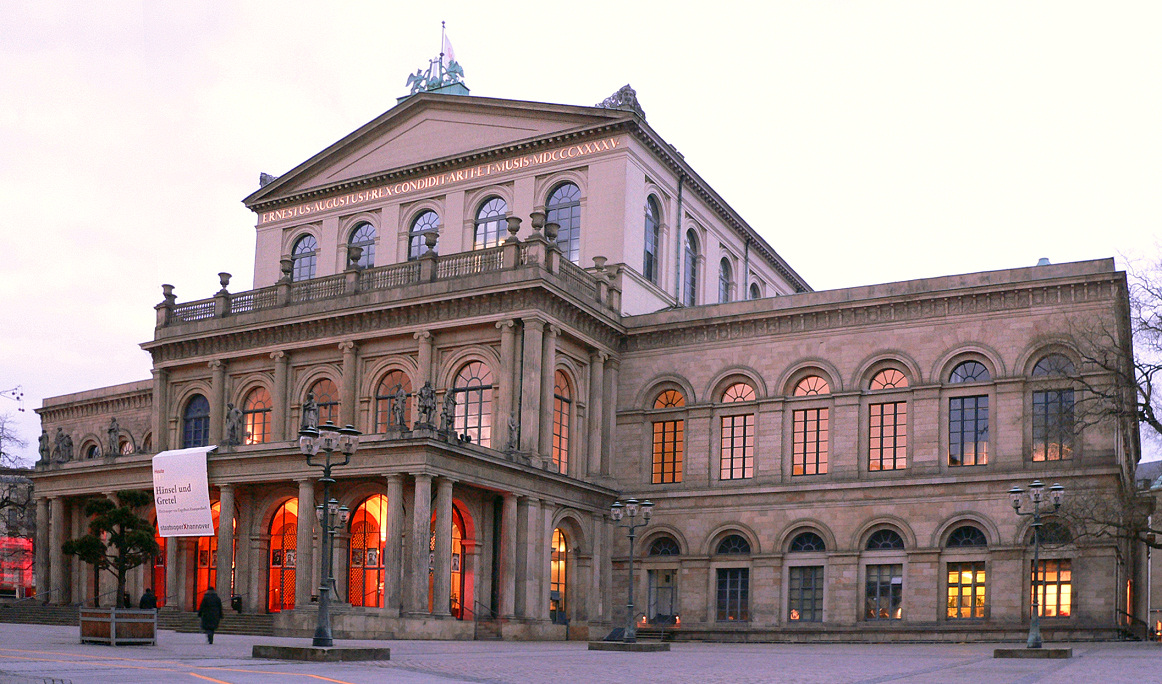
Opernhaus in Hannover aus Deistersandstein mit Abendbeleuchtung

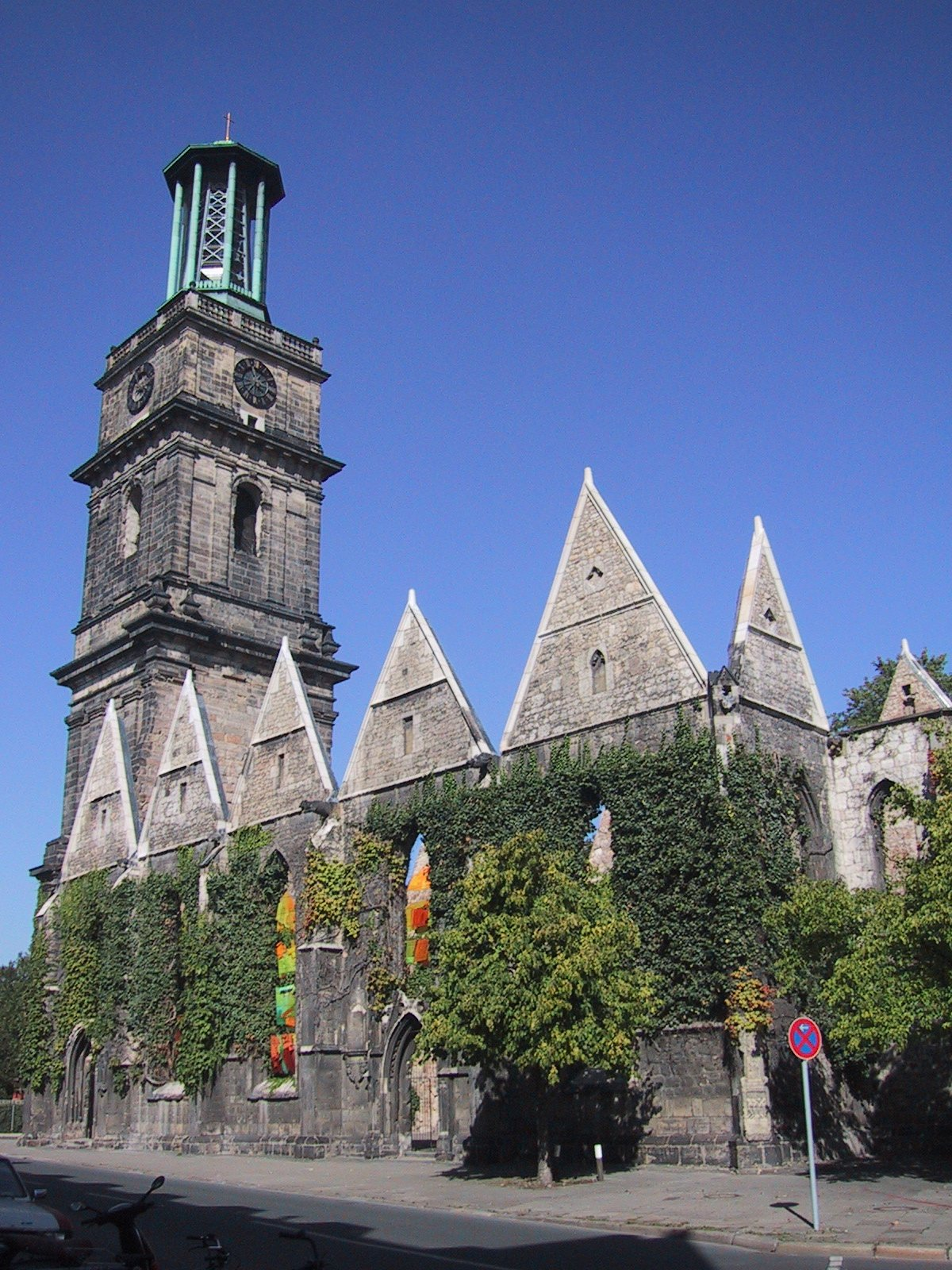
Aegidienkirche Hannover

Beim Deistersandstein handelt es sich um einen Sandstein der Unteren Kreide, der zu einer Gruppe von Wealdensandsteinen gezählt wird. Dieser Sandstein kommt in einem Vorkommen im Höhenzug Deister zwischen Hannover und Hameln in der Umgebung des Ortes Völksen bei Springe in Niedersachsen vor. Seit den 1950er Jahren ist kein Steinbruch mehr im Betrieb. Das Gestein entstand in der Kreide.

## Mineralbestand
Nach Grimm schwankt dieser Sandstein wie der Süntelsandstein und Nesselbergsandstein von 78 bis 82 Prozent Quarz, 18 bis 20 Prozent Gesteinsbruchstücken, Schwerminerale bis zu 2 Prozent und die Akzessorien unter 1 Prozent. Die Schwerminerale und Akzessorien sind: Zirkon, Rutil, Apatit, Turmalin, Muskovit, Leukoxen und opake Körner. Die Korngröße liegt zwischen 0,06 und 0,4 mm.

## Vorkommen
Das Sandsteinvorkommen in geschlossener Form im Deister ist im Nordwesten 12 bis 15 Meter und im Nordwesten mehr als 150 Meter hoch. Im Gestein sind Schiefertone und Kohlenflöze eingelagert. Um Bad Nenndorf und Barsinghausen werden kalkig gebundene, teilweise sehr mürbe Schichten gefunden. Die Sandsteinbänke erreichen eine Mächtigkeit bis zu 5 Metern.

## Gesteinsbeschreibung und Verwendung
Der Deistersandstein ist ein tonig-kieseliger, teilweise kalkig-gebundener Sandstein. Seine Farbe ist grau, weißlichgrau und hellgrau mit teilweise geflammten Texturen. Er ist regional rötlich und rötlich geflammt und kann nach einem Einbau bräunliche Farbtöne zeigen. Dies kommt daher, dass in diesem Sandstein eisenhaltiges Limonit eingelagert ist. In diesem Sandstein kommt Quarz und geringe Anteile von Glimmer vor. Er ist vorwiegend feinkörnig bis feinstkörnig, in den Konglomeratlagen kommen Korngrößen bis zu 20 Millimeter vor. Das Porenvolumen schwankt je nach Gesteinslage und generell nicht unerheblich. Bruchfrische Werksteine lassen sich handwerklich leicht bearbeiten. Bestimmte Bruchlagen ließen sich zu Schleif- und Wetzsteinen verarbeiten.
Der Deistersandstein fand bereits im Mittelalter Verwendung. In der Neuzeit wurde er für Hoch- und Brückenbauten, Mauersteine, Bord- und Grenzsteine, profilierte Gesimse, Treppenstufen, Denkmäler, Grabmäler und Steinbildhauerarbeiten verwendet. Der Deistersandstein fand früher im gesamten Deutschland Abnehmer und wurde doch im Wesentlichen im Raum Hannover verbaut. In diesem Gebiet wurde dieser Sandstein am Welfenschloss, Opernhaus Hannover, Gartenkirche St. Marien, Aegidienkirche, St. Marien Barsinghausen und am Neuen Rathaus Hannover verwendet. Ferner wurde in Berlin am Reichstagsgebäude Deistersandstein verbaut.

## Entwicklung der Steinbrüche
Die intensivste Abbau fand während der Gründerzeit statt. Die beiden wichtigsten Brüche lagen bei Barsinghausen („Alte Schütten“) und die zu Bredenbeck gehörenden „Mensingschen Steinbrüche“. 1938 gab es nur noch zwei Betriebe, die sich mit der Gewinnung und Verarbeitung mit etwa 20 Steinhauern und Steinmetzen befassten und die nach 1945 weiter arbeiteten. Im Jahr 2008 befand sich kein Steinbruchbetrieb mehr im Deistergebiet.